# Ruppertshain
Ruppertshain (im örtlichen Dialekt Ruppsch) ist einer der sechs Stadtteile von Kelkheim (Taunus) im südhessischen Main-Taunus-Kreis.

## Geographie

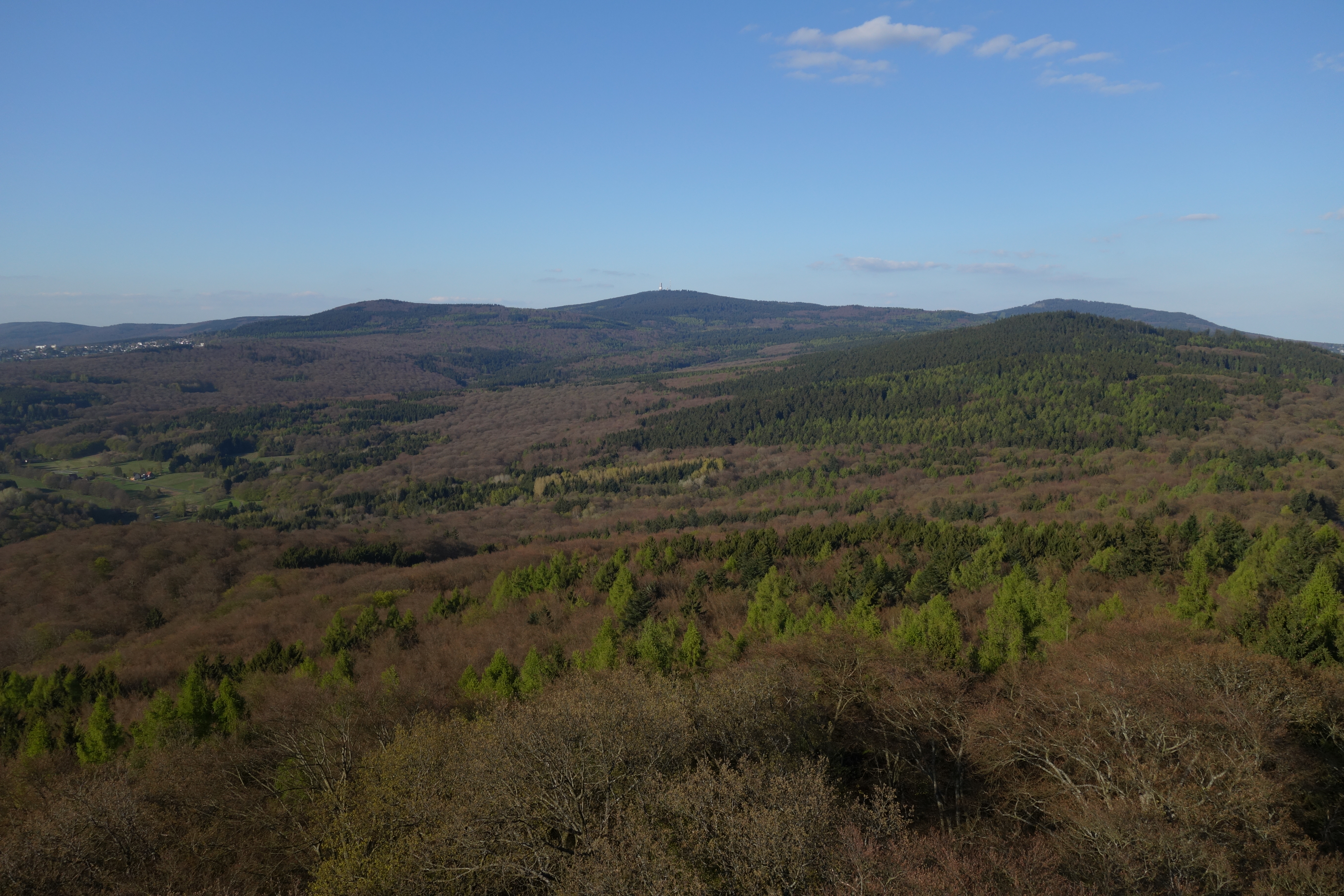
Der Eichkopf (rechts im Mittelgrund) ist mit 563,3 Metern höchster Berg des Main-Taunus-Kreises.

Ruppertshain liegt 365 m ü. NN im Hohen Taunus, am Taunushauptkamm, und ist damit einer der höchstgelegenen Orte auf der Frankfurt zugewandten, südlichen Seite des Taunus. Ruppertshain grenzt im Westen an den Kelkheimer Stadtteil Eppenhain, im Süden an Kelkheim-Fischbach, im Osten an Königstein im Taunus und im Norden an Schloßborn (Gemeinde Glashütten).
Die Höhenlage und die Fernsicht in die Rhein-Main-Ebene machen Ruppertshain zu einem beliebten Wohnort.
Der Eichkopf ist mit 563,3 Metern höchster Berg des Main-Taunus-Kreises.

## Geschichte

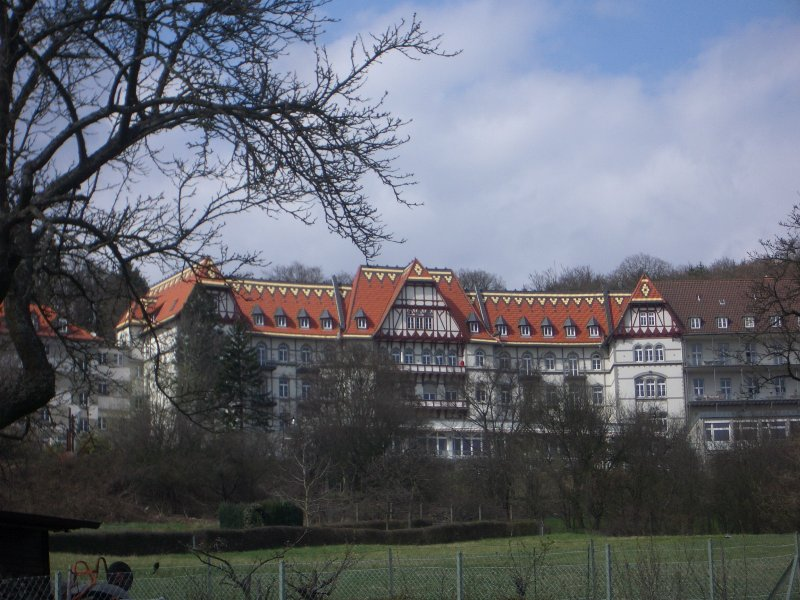
Die ehemalige Lungenklinik

Todesanzeige für Fritz Hallgarten, von 1908 bis 1924 Vorsitzender des Vereins, der die Lungenheilanstalt Ruppertshain betrieb

### Ortsgeschichte
Die Köhlersiedlung Ruppertshain (Ruprechtshan) wurde um 1290, soweit bekannt, erstmals als Ruprecheshain im „Eppsteiner Lehensverzeichnis“ erwähnt. Anders als die zahlreichen auf -heim oder -bach endenden Orte der Umgebung, die in fränkischer Zeit (8. und 9. Jahrhundert) entstanden, stammen die auf -hain endenden Orte – wie auch Schneidhain, Mammolshain, Neuenhain und Altenhain – aus dem spätmittelalterlichen Landesausbau, als auch Steilhänge zur Anlage von Dörfern genutzt wurden. Von 1636 bis 1650 ist der Ort eine Wüstung.
Im späten 19. Jahrhundert wurde Ruppertshain ein Luftkurort, vor allem Tuberkulose-Patienten wurden hier behandelt.
Zum 31. Dezember 1971 schlossen sich im Zuge der Gebietsreform in Hessen die Gemeinden Ruppertshain und Eppenhain auf freiwilliger Basis zur Gemeinde Rossert zusammen. Die Gemeinde Rossert wiederum wurde zum 1. Januar 1977 kraft Landesgesetz in die Stadt Kelkheim eingemeindet.
Ruppertshain und Eppenhain wurden Stadtteile von Kelkheim. Ortsbezirke wurden nicht gebildet.

### Verwaltungsgeschichte im Überblick
Die folgende Liste zeigt die Staaten und Verwaltungseinheiten, denen Ruppertshain angehört(e):
- vor 1507: Heiliges Römisches Reich, Herrschaft Eppstein-Münzenberg, Kellerei Eppstein
- ab 1507: Heiliges Römisches Reich, Herrschaft Eppstein-Königstein, Oberamt Königstein
- ab 1581: Heiliges Römisches Reich, Kurfürstentum Mainz, Oberamt Höchst und Königstein, Amtsvogtei Königstein
- ab 1803: Heiliges Römisches Reich, Fürstentum Nassau-Usingen,[Anm. 2] Amt Königstein
- ab 1806: Herzogtum Nassau,[Anm. 3] Amt Königstein[Anm. 4]
- ab 1849: Herzogtum Nassau, Kreisamt Höchst
- ab 1854: Herzogtum Nassau, Amt Königstein
- ab 1867: Königreich Preußen,[Anm. 5] Provinz Hessen-Nassau, Regierungsbezirk Wiesbaden, Obertaunuskreis[Anm. 6]
- ab 1871: Deutsches Reich, Königreich Preußen, Provinz Hessen-Nassau, Regierungsbezirk Wiesbaden, Obertaunuskreis
- ab 1886: Deutsches Reich, Königreich Preußen, Provinz Hessen-Nassau, Regierungsbezirk Wiesbaden, Obertaunuskreis
- ab 1918: Deutsches Reich (Weimarer Republik), Freistaat Preußen, Provinz Hessen-Nassau, Regierungsbezirk Wiesbaden, Obertaunuskreis
  - 1919–1930: Hilfskreis Königstein in der französischen Besatzungszone
- ab 1928: Deutsches Reich, Freistaat Preußen, Provinz Hessen-Nassau, Regierungsbezirk Wiesbaden, Main-Taunus-Kreis
- ab 1944: Deutsches Reich, Freistaat Preußen, Provinz Nassau, Main-Taunus-Kreis
- ab 1945: Amerikanische Besatzungszone,[Anm. 7] Groß-Hessen, Regierungsbezirk Wiesbaden, Main-Taunus-Kreis
- ab 1946: Amerikanische Besatzungszone, Hessen, Regierungsbezirk Wiesbaden, Main-Taunus-Kreis
- ab 1949: Bundesrepublik Deutschland, Hessen, Main-Taunus-Kreis
- ab 1968: Bundesrepublik Deutschland, Hessen, Regierungsbezirk Darmstadt, Main-Taunus-Kreis
- ab 1972: Bundesrepublik Deutschland, Hessen, Regierungsbezirk Darmstadt, Main-Taunus-Kreis, Gemeinde Rossert
- ab 1977: Bundesrepublik Deutschland, Hessen, Regierungsbezirk Darmstadt, Main-Taunus-Kreis. Stadt Kelkheim

## Bevölkerung

### Einwohnerstruktur 2011
Nach den Erhebungen des Zensus 2011 lebten am Stichtag dem 9. Mai 2011 in Ruppertshain 2004 Einwohner. Darunter waren 248 (12,4 %) Ausländer.
Nach dem Lebensalter waren 360 Einwohner unter 18 Jahren, 849 zwischen 18 und 49, 405 zwischen 50 und 64 und 390 Einwohner waren älter.
Die Einwohner lebten in 867 Haushalten. Davon waren 261 Singlehaushalte, 279 Paare ohne Kinder und 252 Paare mit Kindern, sowie 54 Alleinerziehende und 24 Wohngemeinschaften. In 171 Haushalten lebten ausschließlich Senioren und in 591 Haushaltungen lebten keine Senioren.

### Einwohnerentwicklung
- 1470 16 Häuser
- 1543: 20 Hausgesesse
- 1581: 11 Hausgesesse
- 1586: 11 Häuser
- 1587: 12 Hausgesesse
- 1592: 14 Häuser
- 1612: 13 Häuser
- 1626: 13 Häuser
- 1654: 1 Familie
- 1668: 6 Häuser mit 26 Einwohner
- 1805: 29 Gemeindemitglieder und 5 Witwen

| Ruppertshain: Einwohnerzahlen von 1700 bis 2021 | Ruppertshain: Einwohnerzahlen von 1700 bis 2021 | Ruppertshain: Einwohnerzahlen von 1700 bis 2021 | Ruppertshain: Einwohnerzahlen von 1700 bis 2021 | Ruppertshain: Einwohnerzahlen von 1700 bis 2021 |
| --- | ----------------------------------------------- | ----------------------------------------------- | ----------------------------------------------- | ----------------------------------------------- |
| Jahr |                                                 |                                                 |                                                 | Einwohner                                       |
| 1700 | 1700                                            |                                                 | 61                                              | 61                                              |
| 1750 | 1750                                            |                                                 | 108                                             | 108                                             |
| 1794 | 1794                                            |                                                 | 154                                             | 154                                             |
| 1817 | 1817                                            |                                                 | 201                                             | 201                                             |
| 1834 | 1834                                            |                                                 | 230                                             | 230                                             |
| 1840 | 1840                                            |                                                 | 248                                             | 248                                             |
| 1846 | 1846                                            |                                                 | 256                                             | 256                                             |
| 1852 | 1852                                            |                                                 | 272                                             | 272                                             |
| 1858 | 1858                                            |                                                 | 339                                             | 339                                             |
| 1864 | 1864                                            |                                                 | 346                                             | 346                                             |
| 1871 | 1871                                            |                                                 | 299                                             | 299                                             |
| 1875 | 1875                                            |                                                 | 326                                             | 326                                             |
| 1885 | 1885                                            |                                                 | 303                                             | 303                                             |
| 1895 | 1895                                            |                                                 | 425                                             | 425                                             |
| 1905 | 1905                                            |                                                 | 639                                             | 639                                             |
| 1910 | 1910                                            |                                                 | 777                                             | 777                                             |
| 1925 | 1925                                            |                                                 | 719                                             | 719                                             |
| 1939 | 1939                                            |                                                 | 799                                             | 799                                             |
| 1946 | 1946                                            |                                                 | 1.221                                           | 1.221                                           |
| 1950 | 1950                                            |                                                 | 1.102                                           | 1.102                                           |
| 1956 | 1956                                            |                                                 | 1.511                                           | 1.511                                           |
| 1961 | 1961                                            |                                                 | 1.728                                           | 1.728                                           |
| 1967 | 1967                                            |                                                 | 1.974                                           | 1.974                                           |
| 1970 | 1970                                            |                                                 | 1.950                                           | 1.950                                           |
| 1980 | 1980                                            |                                                 | 2.221                                           | 2.221                                           |
| 1987 | 1987                                            |                                                 | 1.928                                           | 1.928                                           |
| 2005 | 2005                                            |                                                 | 2.228                                           | 2.228                                           |
| 2011 | 2011                                            |                                                 | 2.004                                           | 2.004                                           |
| 2015 | 2015                                            |                                                 | 2.121                                           | 2.121                                           |
| 2021 | 2021                                            |                                                 | 2.142                                           | 2.142                                           |
| Datenquelle: Historisches Gemeindeverzeichnis für Hessen: Die Bevölkerung der Gemeinden 1834 bis 1967. Wiesbaden: Hessisches Statistisches Landesamt, 1968. Weitere Quellen: LAGIS; Stadt Kelkheim; Zensus 2011 |                                                 |                                                 |                                                 |                                                 |

### Historische Religionszugehörigkeit
| • 1885: | ein evangelischer (= 0,33 %), 302 katholische (= 99,67 %) Einwohner  |
| • 1961: | 538 evangelische (= 31,13 %), 1144 katholische (= 66,20 %) Einwohner |

## Kultur und Sehenswürdigkeiten
„Ruppertshain“ ist Titel und Schauplatz eines 1985 erschienenen Romans von Martin Mosebach.

### Bauwerke
Das bekannteste Gebäude in Ruppertshain ist eine ehemalige Lungenheilstätte, die Gerhard-Domagk-Klinik. Die 1982 geschlossene Klinik wurde 1895 vom Frankfurter Rekonvaleszenten-Verein unter maßgeblicher Beteiligung der Mäzenin Hannah Mathilde von Rothschild aus dem benachbarten Königstein erbaut.
Walther Amelung, dessen Vater bei der Gründung mitwirkte, bezeichnet die Klinik als erste Volksheilstätte Deutschlands.
In den 1990er-Jahren wurde das Klinikgebäude als Übergangswohnheim für Aussiedler aus Osteuropa und ausgereiste DDR-Bewohner genutzt. Im sogenannten Zauberberg (seit der Renovierung in Anlehnung an den gleichnamigen Roman von Thomas Mann benannt) haben sich Künstler, Dienstleister und ein Gastronomiebetrieb angesiedelt.
Das Alte Rathaus, 1888 bis 1889 als Schulhaus erbaut, wurde von 1910 bis 1971 als Rathaus Ruppertshains genutzt.
Danach war es bis zum 1. Januar 1977 Rathaus der Gemeinde Rossert und wird heute als Vereinshaus der Sängervereinigung Alemannia-Concordia 1874 Ruppertshain e. V. genutzt.

### Denkmale
- Hohler Stein (Naturdenkmal)
- Mittelalterliche Wegsperre „Landsgraben“ (Bodendenkmal)

Außer den zwei Naturdenkmalen stehen noch zwei Denkmale in Ruppertshain:
- Ehrenmale
- Gedenkstein an das Ende der französischen Besatzung 1930[13][14]

### Literarische Rezeption
Ruppertshain ist regelmäßiger Schauplatz der Taunus-Krimi-Reihe der Autorin Nele Neuhaus (Ermittlerduo Kirchhoff/von Bodenstein).

## Verkehr
Ruppertshain besitzt zu jedem der Nachbarorte eine Verbindungsstraße. Die Hauptstraße des Orts ist die Robert-Koch-Straße.
Vier Buslinien des Rhein-Main-Verkehrsverbunds bedienen Ruppertshain an insgesamt fünf Bushaltestellen und verbinden den Ort mit allen anderen Kelkheimer Stadtteilen, der Stadt Liederbach, der Stadt Königstein, der Gemeinde Glashütten, der Gemeinde Schmitten sowie dem Main-Taunus-Zentrum in Sulzbach.

## Persönlichkeiten
- Wilhelm Kowald (1858–1932), Schriftsetzer und Politiker (SPD)